# National Archives and Records Administration
National Archives and Records Administration (NARA, slovensko: Nacionalna uprava za arhive in evidence) je neodvisna agencija vlade ZDA, zadolžena za hrambo in dokumentiranje vladnih in zgodovinskih gradiv. Prav tako je arhiv zadolžen za povečanje dostopa javnosti do dokumentov, ki sestavljajo National Archive. NARA je uradno odgovorna za vzdrževanje in objavljanje pravno verodostojnih in verodostojnih kopij aktov Kongresa ZDA, predsedniških direktiv in zveznih predpisov. NARA tudi posreduje glasove Elektorskega kolegija ZDA kongresu.

## Gradivo
Arhivsko gradivo NARA je razvrščeno v skupine, ki odražajo vladni oddelek ali agencijo iz katerega izvira. Gradivo vključuje papirnate dokumente, mikrofilm, fotografije, filme in elektronske medije.
Arhivski opisi stalnih gradiv zvezne vlade v skrbništvu NARA so shranjeni v katalogu National Archives Catalog. Arhivski opisi vključujejo informacije o tradicionalnih tiskanih gradivih, elektronske evidence in artefakte. Decembra 2012 je bil katalog sestavljen iz približno 10 milijard logičnih podatkovnih zapisov, ki opisujejo 527.000 artefaktov in zajemajo 81% zapisov NARA. Na voljo je tudi 922.000 digitalnih kopij že digitaliziranih gradiv. 
Večina zapisov v NARA je v javni lasti, saj so dela zvezne vlade izključena iz zaščite avtorskih pravic. Zapisi iz drugih virov pa so lahko še vedno zaščiteni z avtorskimi pravicami ali donatorskimi sporazumi. NARA hrani tudi nekatere tajne dokumente, dokler se njihova tajnost ne umakne.